# Polystichum attenuatum
Polystichum attenuatum är en träjonväxtart som beskrevs av Tag. och Iwatsuki. Polystichum attenuatum ingår i släktet Polystichum och familjen Dryopteridaceae. Inga underarter finns listade.